# Bundesstraße 247

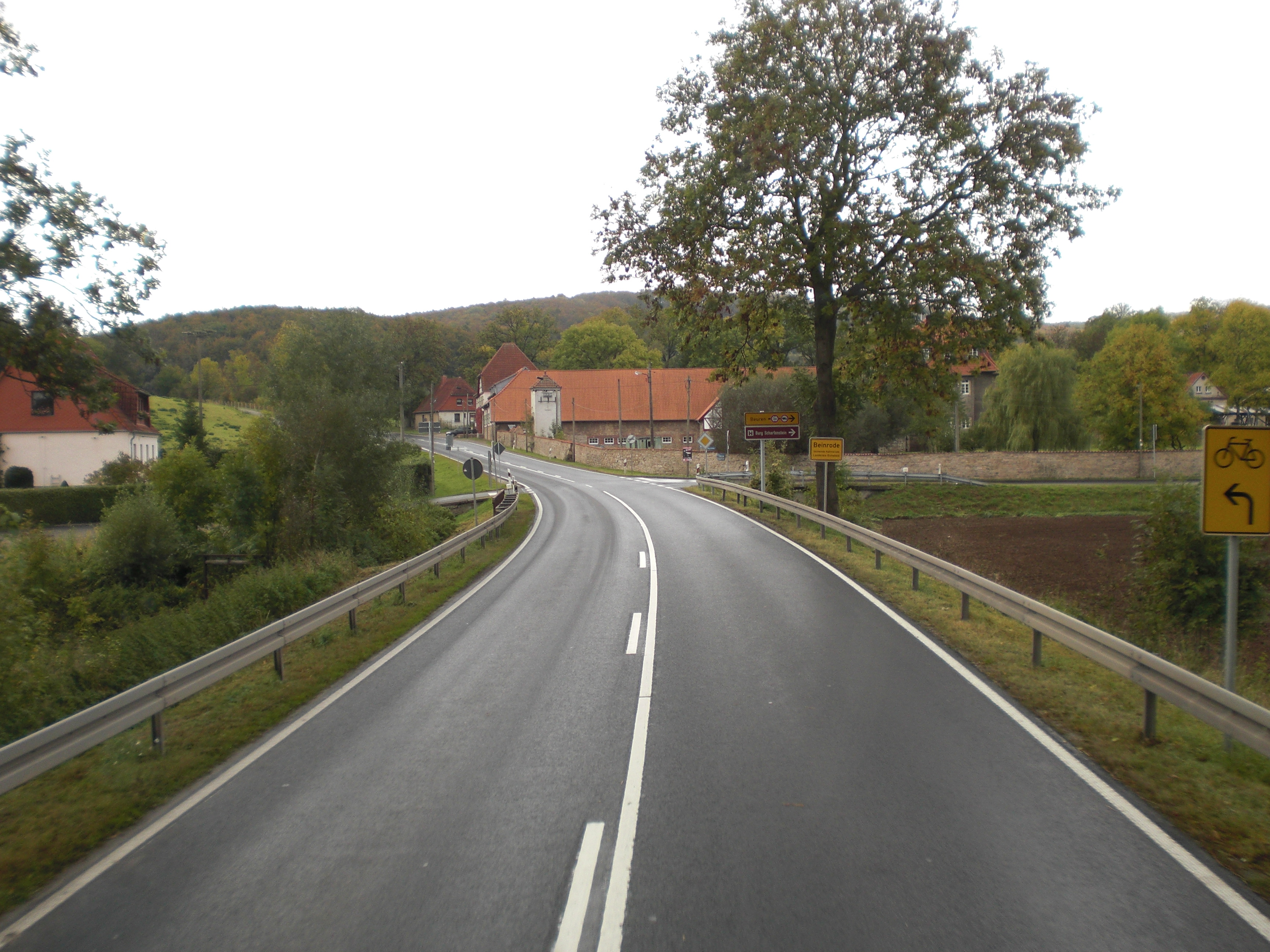
Die ehemalige B 247 (jetzt Landesstraße Am Gut Beinrode) in Beinrode bei Leinefelde

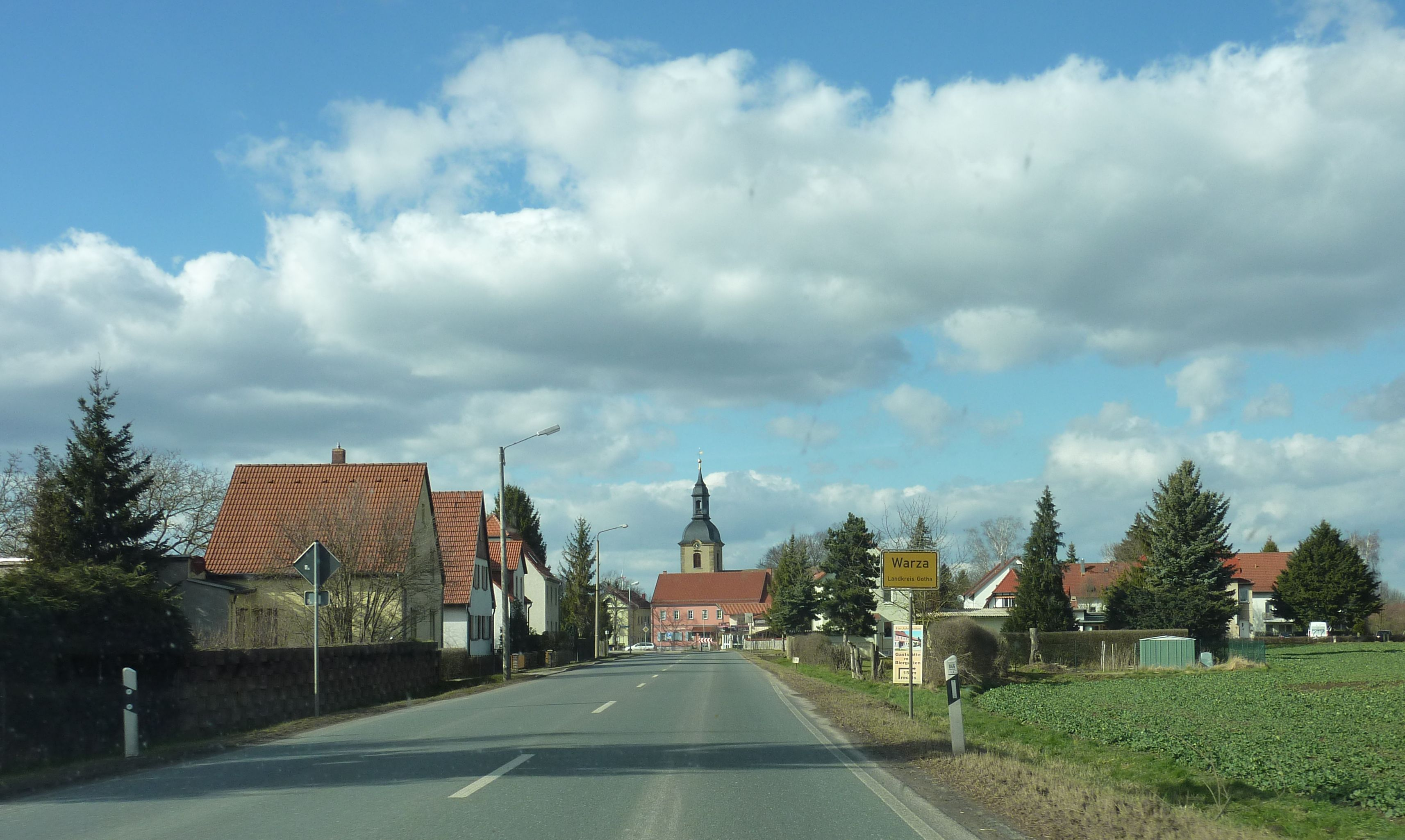
Die Bundesstraße in Warza bei Gotha

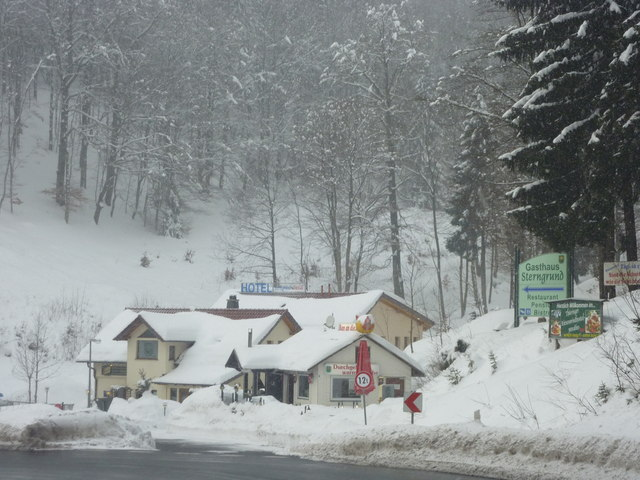
Winterliche Landesstraße 3247 im Thüringer Wald (bis 2007 als B 247)

Die Bundesstraße 247 (Abkürzung: B 247) ist eine deutsche Bundesstraße in Niedersachsen und Thüringen. Sie beginnt in Katlenburg-Lindau und führt über Duderstadt, die A 38 bei Leinefelde-Worbis, Mühlhausen, Bad Langensalza und Gotha (mit Anschluss an die A 4) nach Ohrdruf, wo sie nach 124 Kilometern endet. Bis zur Inbetriebnahme der A 71 führte sie noch weiter über den Thüringer Wald und Suhl nach Schleusingen, wobei dieser 45 Kilometer lange Abschnitt 2007 zur Landesstraße L 3247 abgestuft wurde.
Die Bundesstraße 247 weist im südlichen Abschnitt ab der A 38 eine hohe Verkehrsdichte auf, da sie dort auch dem Fernverkehr der Relation Göttingen–Erfurt sowie der hauptsächlichen Erschließung der Stadt Mühlhausen und des gesamten Unstrut-Hainich-Kreises dient, der über keinen Autobahnanschluss verfügt. Deshalb wird die B 247 aktuell zwischen der A 38 und Bad Langensalza ortsdurchfahrtsfrei ausgebaut und weitgehend neu trassiert, wozu mehrere Vorhaben im vordringlichen Bedarf des Bundesverkehrswegeplans 2030 enthalten sind.

## Verlauf

### Katlenburg – Leinefelde
Die B 247 beginnt in Katlenburg (Niedersachsen), wo sie sich von der B 241 (Northeim - Osterode am Harz) südlich abzweigt. Sie führt über Gieboldehausen, wo sie die B 27 kreuzt, weiter nach Duderstadt, wo sie auf die B 446 trifft. Direkt hinter Duderstadt lag der ehemalige deutsch-deutsche Straßengrenzübergang Teistungen. Für Duderstadt ist eine Ortsumgehung in drei Bauabschnitten geplant, der nördliche umfährt die Orte Obernfeld und Mingerode, der zweite (westliche) den Ortsteil Westerode und der südliche hauptsächlich den Ortsteil Gerblingerode bis zur Landesgrenze. Der westliche Abschnitt um Westerode wurde am 16. Oktober 2015 für den Verkehr freigegeben, der südliche befindet sich in der Planung.
Nachfolgend in Thüringen führt die Bundesstraße durch die Orte Teistungen und Ferna, für die ebenfalls eine Ortsumgehung geplant ist, ehe sie die Doppelstadt Leinefelde-Worbis erreicht, wo die B 247 die A 38 kreuzt.

### Leinefelde – Bad Langensalza
Zwischen Leinefelde-Worbis und Gotha ist der Ausbau der Bundesstraße zur Schnellstraße geplant, vor allem um die Erreichbarkeit der Stadt Mühlhausen zu verbessern. Hierfür wurden um Leinefelde, Kallmerode, Dingelstädt und Bad Langensalza Ortsumfahrungen errichtet. Weitere Umgehungsstraßen für Großengottern und Mühlhausen sind in der Umsetzung. 
Die Umgehungsstraßen von Großengottern und Mühlhausen wurden als ÖPP-Projekt vergeben, das auf 30 Jahre ausgelegt ist. Für Planung, Bau und nachfolgende Straßenerhaltung sind insgesamt 560 Millionen Euro vorgesehen. Die Finanzierungsform wird hier erstmals für eine Bundesstraße eingesetzt. Der Baubeginn erfolgte im Oktober 2021, mit Fertigstellung wird im Juni 2025 gerechnet.

### Bad Langensalza – Ohrdruf
Zwischen Bad Langensalza und Gotha war die Strecke einst Todesfalle für zahlreiche Autofahrer, da ihre geradlinige Anlage zum Fahren mit überhöhter Geschwindigkeit animierte. Um dem entgegenzuwirken, installierte der Bund als Baulastträger unter Betreuung der TU Dresden auf einer Strecke von 15 km jeweils fünf statische Geschwindigkeitsmessanlagen für beide Richtungen.
Die B 247 führt durch die Gothaer Oststadt, ein Viertel, welches etwa zwischen 1870 und 1910 entstand. Südlich von Gotha folgt die A 4-Anschlussstelle Gotha. Nach Querung der Ortschaft Schwabhausen wird Ohrdruf erreicht. Die Stadt erhielt bereits zu DDR-Zeiten eine Ortsumfahrung. Damals wurde die B 247 zwischen Suhl und Gotha stark ausgebaut, da die Bezirksstadt Suhl gut erreichbar sein sollte und auch der Tourismus in Oberhof eine gewisse Bedeutung hatte. Aufgrund der Verkehrsentwicklung ist ein vierspuriger Ausbau zwischen Gotha und Ohrdruf unter Umgehung von Schwabhausen geplant.

### Ohrdruf – Schleusingen (herabgestuft)
Bis zum 31. Dezember 2006 führte die B 247 weiter von Ohrdruf über Suhl nach Schleusingen. Seit 2007 ist dieser Abschnitt zur Landesstraße 3247 abgestuft, wobei die Fernverkehrsfunktion auf die neuen Autobahnen A 71 und A 73 überging. Die ehemalige B 247 führt südlich von Ohrdruf weiter durch das Tal der Ohra und den Ort Luisenthal auf den Kamm des Thüringer Waldes, wo sie auf 830 Meter Höhe nahe dem bekannten Wintersportort Oberhof am Rondell den Rennsteig quert. Ab hier bis Zella-Mehlis folgt eine kurvenreiche, steile und dreispurig ausgebaute Strecke, die besonders bei Motorradfahrern sehr beliebt ist. Im Raum Oberhof/Zella-Mehlis/Suhl hat die heutige L 3247 mit den Anschlussstellen Oberhof und Suhl/Zella-Mehlis zwei Verknüpfungen mit der A 71 sowie mit der neu eingerichteten B 62 (Zella-Mehlis–Benshausen/ehemals B 280). In der direkt angrenzenden Stadt Suhl ist die L 3247 drei- bis vierspurig als Ringstraße ausgebaut. Sie steigt im Süden der Stadt erneut stark an, um den Friedberg zu überqueren. Ihre letzten 15 Kilometer verlaufen im Tal der Erle, bevor sie in Schleusingen an der L 3004, der ehemaligen B 4 (Ilmenau-Coburg), endet.

## Ausbauplanungen
Der Bundesverkehrswegeplan 2030 sieht folgende Projekte vor. Die Nutzen-Kosten-Bewertung für den Ausbau von Leinefelde nach Bad Langensalza wurde für das Gesamtprojekt vorgenommen und nicht auf die Einzelprojekte aufgeteilt.
| Projekt                                               | Einstufung            | Länge (km) | Kosten (Mio. €) | NKV   |
| ----------------------------------------------------- | --------------------- | ---------- | --------------- | ----- |
| Ortsumgehung Obernfeld/Mingerode                      | vordringlicher Bedarf | 5,8        | 20,3            | 1,1   |
| Ortsumgehung Gerblingerode                            | vordringlicher Bedarf | 3,3        | 33,8            | 2,0   |
| Ortsumgehung Teistungen/Ferna                         | vordringlicher Bedarf | 7,6        | 27,4            | 2,0   |
| Ortsumgehung Mühlhausen                               | vordringlicher Bedarf | 9,8        | 49,2            | (2,2) |
| Ortsumgehung Höngeda                                  | vordringlicher Bedarf | 4,7        | 40,1            | (2,2) |
| Ortsumgehung Großengottern/Schönstedt                 | vordringlicher Bedarf | 7,3        | 49,5            | (2,2) |
| Vierspuriger Ausbau Gotha–A 4                         | weiterer Bedarf       | 2,1        | 9,7             | 1,9   |
| Ortsumgehung Schwabhausen                             | vordringlicher Bedarf | 4,1        | 19,5            | 9,2   |
| Vierspuriger Ausbau Schwabhausen–Hohenkirchen (B 88n) | weiterer Bedarf       | 3,4        | 11,0            | 1,6   |

## Geschichte
An der ursprünglichen Reichsstraße 247 wurde 1945 zwischen Teistungen und Gerblingerode ein Schlagbaum zwischen der britischen und sowjetischen Besatzungszone errichtet. Der Verkehr wurde im Laufe der folgenden Jahre immer mehr eingeschränkt, bis er 1952 schließlich komplett eingestellt wurde. In der Bundesrepublik Deutschland wurde die Reichsstraße in die Bundesstraße 247 umbenannt, in der DDR in die Fernverkehrsstraße 247. Nach Inkrafttreten des Grundlagenvertrages wurde am 21. Juni 1973 der Grenzübergang Duderstadt/Worbis eröffnet, der für den grenznahen Reiseverkehr befahren werden konnte. Bis 1989 wurde die Straßenverbindung trotz Einschränkungen von etwa 6 Millionen Reisenden genutzt. Im Jahr 1990 wurde der Grenzübergang aufgelöst und die wieder frei durchgängige Straße wurde zur Bundesstraße auf ihrem kompletten Streckenabschnitt.